# Manu Dibango
Manu Dibango, właśc. Emmanuel N'Djoké Dibango (ur. 12 grudnia 1933 w Duali, zm. 24 marca 2020 w Paryżu) – kameruński saksofonista i wibrafonista. Rozwinął styl muzyczny będący połączeniem jazzu, muzyki funk i tradycyjnej muzyki kameruńskiej. Należał do grupy etnicznej Bassa. Najbardziej znany z wydanej w 1972 afrobeatowej płyty Soul Makossa.

## Życiorys

### Młodość
Dibango urodził się w Duali na terenie obecnego Kamerunu (wówczas był to Kamerun Francuski). Jego ojciec Michel Manfred N'Djoké Dibango był urzędnikiem państwowym. Matką była mieszkająca w Duali literatka i projektantka mody, prowadząca własną małą firmę. Zarówno on – syn rolnika z ludu Bassa, jak i ona – pochodząca z grupy etnicznej Duala, traktowali podziały etniczne z dystansem. Emmanuel nie miał rodzeństwa, chociaż ma przyrodniego brata z pierwszego małżeństwa ojca, jest on cztery lata starszy. Choć w Kamerunie pochodzenie etniczne determinowane jest przez pochodzenie ojca, Dibango napisał w swojej autobiografii Three Kilos of Coffee, że nigdy nie był w stanie zidentyfikować w pełni swoich rodziców.
W dzieciństwie Dibango powoli zapomniał język Bassa na korzyść dialektu Duala. Jego rodzina nadal żyje społeczności Bassa, na płaskowyżu Bassa, w pobliżu rzeki Wouri. Po śmierci wujka Dibango, który był przywódcą swego ludu, ojciec Dibango odmówił przejęcia przez syna władzy, argumentując, że nigdy w pełni nie wpoił w niego zwyczajów tego ludu.
Od wczesnych lat uczył się muzyki i religii w kościele protestanckim w Duali. W 1941 po zakończeniu pierwszego etapu edukacji, Dibango został przyjęty do szkoły kolonialnej w pobliżu swego domu, gdzie uczył się francuskiego. Podziwiał nauczyciela, którego opisywał jako „nadzwyczajny rysownik i malarz”.
W 1944 w tej szkole odbyły się ceremonie powitalne związane z przybyciem do Kamerunu francuskiego prezydenta Charles'a de Gaulle'a.

### Kariera
Był członkiem znaczącej grupy African Jazz, współpracował z wieloma innymi muzykami, w tym z Fania All Stars, Fela Kuti, Herbie Hancock, Bill Laswell, Bernie Worrell, Ladysmith Black Mambazo, Don Cherry oraz Sly and Robbie.
W 1998 razem z kubańskim artystą Eliadesem Ochoa nagrał album CubAfrica.
Utwór „Soul Makossa” na płycie o tej samej nazwie zawiera słowa „makossa”, co oznacza „(ja) tańczę” w jego ojczystym języku. Miał duży wpływ na kilka popularnych przebojów muzycznych, w tym utwór Michaela Jacksona „Wanna Be Startin 'Somethin'”, utworu The Fugees z Akonem Cowboys oraz Rihanny Don't Stop the Music.
W 1982 amerykański komik Eddie Murphy zainspirowany albumem Soul Makossa nagrał album, na którym w piosence Boogie In Your Butt interpoluje linię melodyczną basu i rogu. W latach dziewięćdziesiątych XX wieku hip-hopowa grupa Poor Righteous Teachers w utworze „Butt Naked Booty Bless” wykorzystała jego sample perkusyjne.
Pełnił też funkcję pierwszego przewodniczącego Cameroon Music Corporation. W 2004 Dibango został uhonorowany tytułem Artysty UNESCO na rzecz Pokoju.
Jego utwór Reggae Makossa pojawił się na ścieżce dźwiękowej do gry wideo Scarface: The World Is Yours. W sierpniu 2009 zagrał koncert zamykający Brecon Jazz Festival.
Zmarł 24 marca 2020 w wyniku COVID-19.

## Dyskografia
- Soul Makossa (1972) Fiesta Records
- O Boso (1973) London/PolyGram Records
- Africadelic (1973)
- Makossa Man (1974) Atlantic Records
- Makossa Music (1975) Creole Records, licencja Société Française du Son (Francja)
- Manu 76 (1976) Decca/PolyGram Records
- Super Kumba (1976) Decca/PolyGram Records
- The World of Manu Dibango (1976) Decca Records
- Ceddo O.S.T (1977) Fiesta Records
- A l'Olympia (1978) Fiesta Records
- Afrovision (1978) Mango/Island/PolyGram Records
- Sun Explosion (1978) Decca/PolyGram Records
- Gone Clear (1980) Mango/Island/PolyGram Records
- Ambassador (1981) Mango/Island/PolyGram Records
- Waka Juju (1982) Polydor/PolyGram Records
- Mboa (1982) Sonodisc/Afrovision
- Electric Africa (1985) Celluloid
- Afrijazzy (1986)
- Deliverance (1989) Afro Rhythmes
- Happy Feeling (1989) Stern's
- Rasta Souvenir (1989) Disque Esperance
- Polysonik (1992)
- Live '91 (1994) Stern's Music
- Wakafrika (1994) Giant/Warner Bros. Records
- African Soul – The Very Best Of (1997) Mercury
- CubAfrica (z Eliades Ochoa) (1998)
- Mboa' Su – Kamer Feelin'  (1999)
- Lion of Africa (2007)
- African Woodoo (2008) materiał z utworów nagranych pomiędzy 1971 i 1975 dla kina, telewizji i reklamy
- Past Present Future (2011) feat. „Soul Makossa 2.0” z partią wokalną Wayne'a Beckforda